# Wikipédia en galicien
Wikipédia en galicien (en galicien : Galipedia) est l’édition de Wikipédia en galicien, langue ibéro-romane parlée en Galice et dans la partie Ouest des Asturies en Espagne. L'édition est lancée le 8 mars 2003. Son code est : gl.
Au 20 mars 2025, l'édition en galicien contient 219 784 articles et compte 153 051 contributeurs, dont 258 contributeurs actifs et 6 administrateurs.

## Présentation

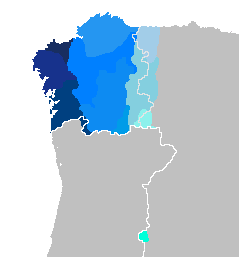
Aire de diffusion du galicien.

Lancée le 8 mars 2003, le premier contributeur ILVI crée le 9 mars 2003 la page d’accueil du premier projet de Wikipédia en galicien : Wikipedia en galego. Par la suite, l’encyclopédie prend le nom de Galipedia.
En 2006, le site est primé par la faculté de sciences sociales de l'université de Vigo, qui le désigne « meilleur site internet en galicien ».
En 2018, Galipedia reçoit le prix Rosalía de Castro de la députation de la Corogne, qui récompense la promotion du galicien. La députation décrit Galipedia comme
« un proxecto dinámico, amplo e en constante actualización que chega e implica a moitos e diversos sectores da poboación (...) proxecto colaborativo, aberto á participación e caracterizado pola diversidade (...) contribuír a divulgar o coñecemento desde unha perspectiva propia como galegas e galegos para transmitir a nosa visión do mundo e difundir a nosa realidade como pobo. »
« un projet dynamique, ample et constamment mis à jour, qui rejoint et implique de nombreux secteurs de la population très différents (...) [un] projet collaboratif, ouvert à la participation et caractérisé par la diversité (...) [il] contribue à répandre la connaissance d'un point de vue propre aux Galiciens et Galiciennes pour transmettre notre vision du monde et diffuser notre réalité en tant que peuple. »

## Statistiques
- Le 28 juillet 2018, l'édition en galicien compte 150 000 articles. Elle est la 47e plus grande version de Wikipédia en nombre d'articles. Cela en fait également la plus grande version de Wikipédia parmi les langues romanes minoritaires (en 2016). Cette position s'explique par le grand nombre de locuteurs du galiciens (4 millions) et le statut du galicien comme langue régionale en Espagne[4].
- Le 1er octobre 2022, elle contient 190 140 articles et compte 129 334 contributeurs, dont 259 contributeurs actifs et 8 administrateurs.
- Le 13 août 2024, elle contient 212 722 articles et compte 147 766 contributeurs, dont 237 contributeurs actifs et 6 administrateurs.

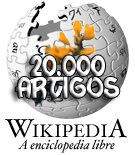
Au passage des 20 000 articles le 6 décembre 2006.
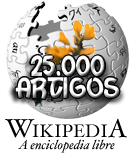
Au passage des 25 000 articles le 23 juin 2007.
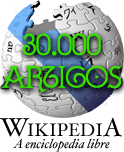
Au passage des 30 000 articles le 3 décembre 2007.
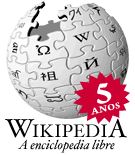
Anniversaire des 5 ans le 8 mars 2008.
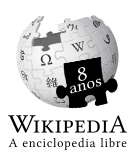
Anniversaire des 8 ans le 8 mars 2011.
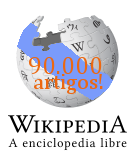
Au passage des 90 000 articles le 6 septembre 2012.
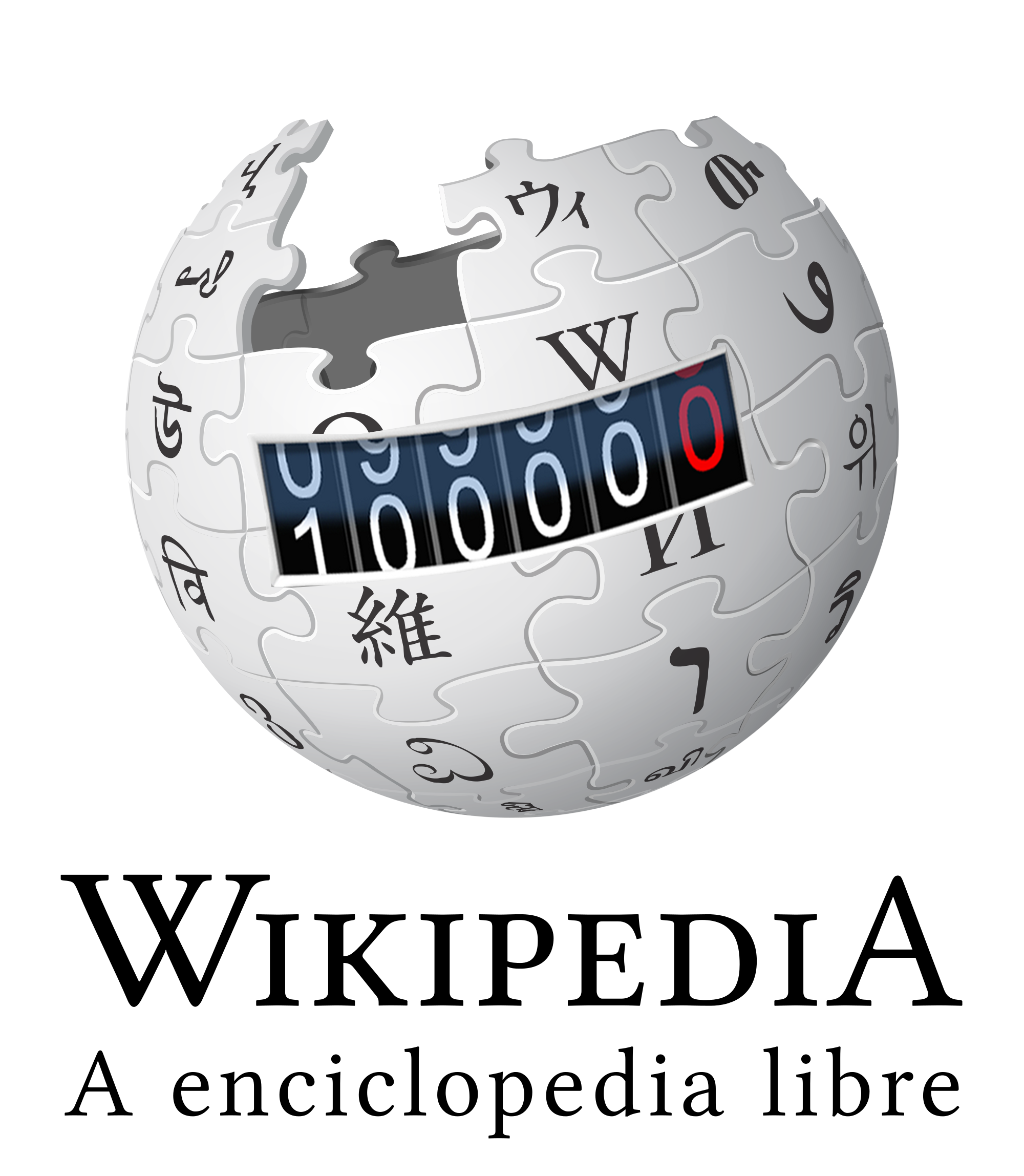
Au passage des 100 000 articles le 4 mars 2013.
Anniversaire des 12 ans le 8 mars 2015.
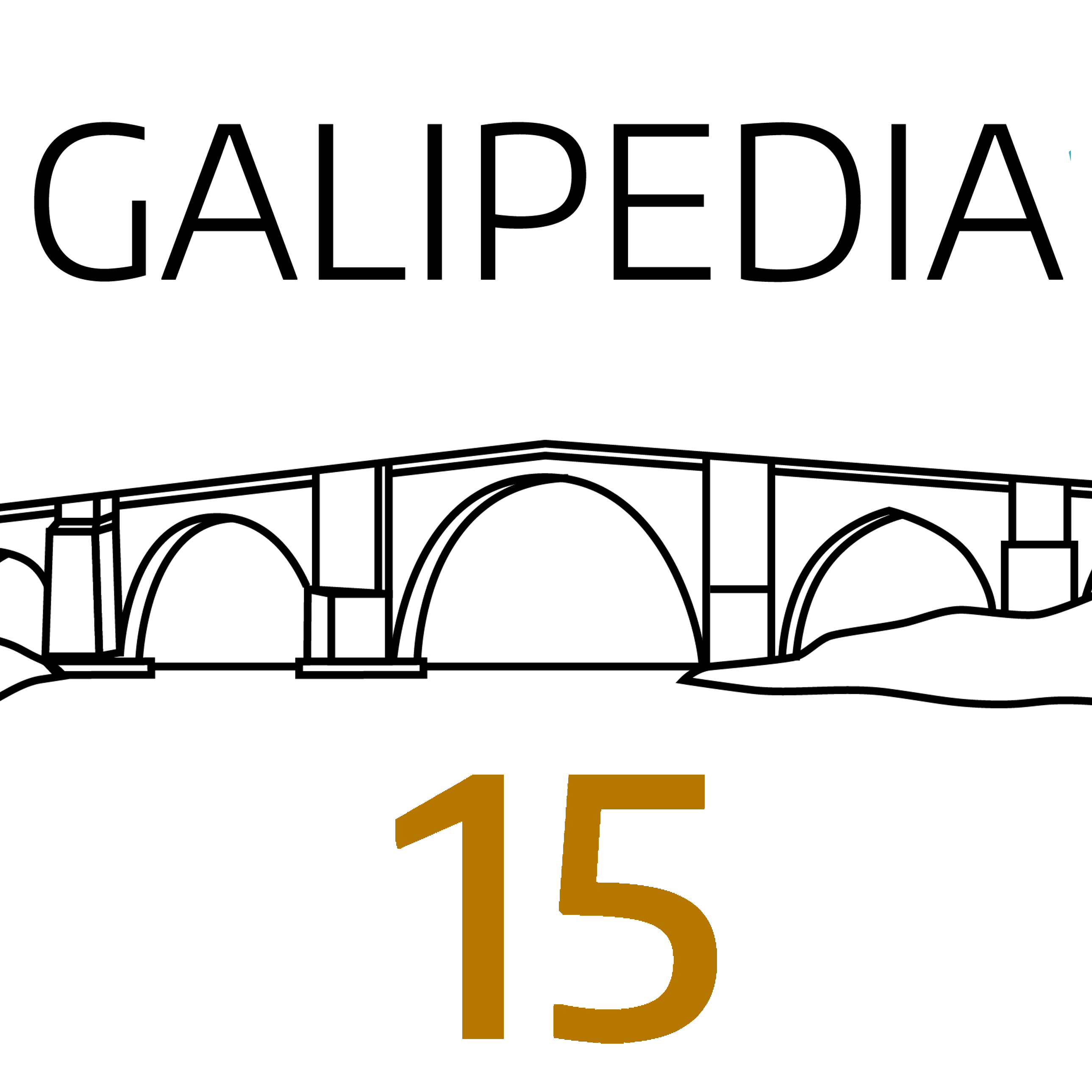
Anniversaire des 15 ans le 8 mars 2018.
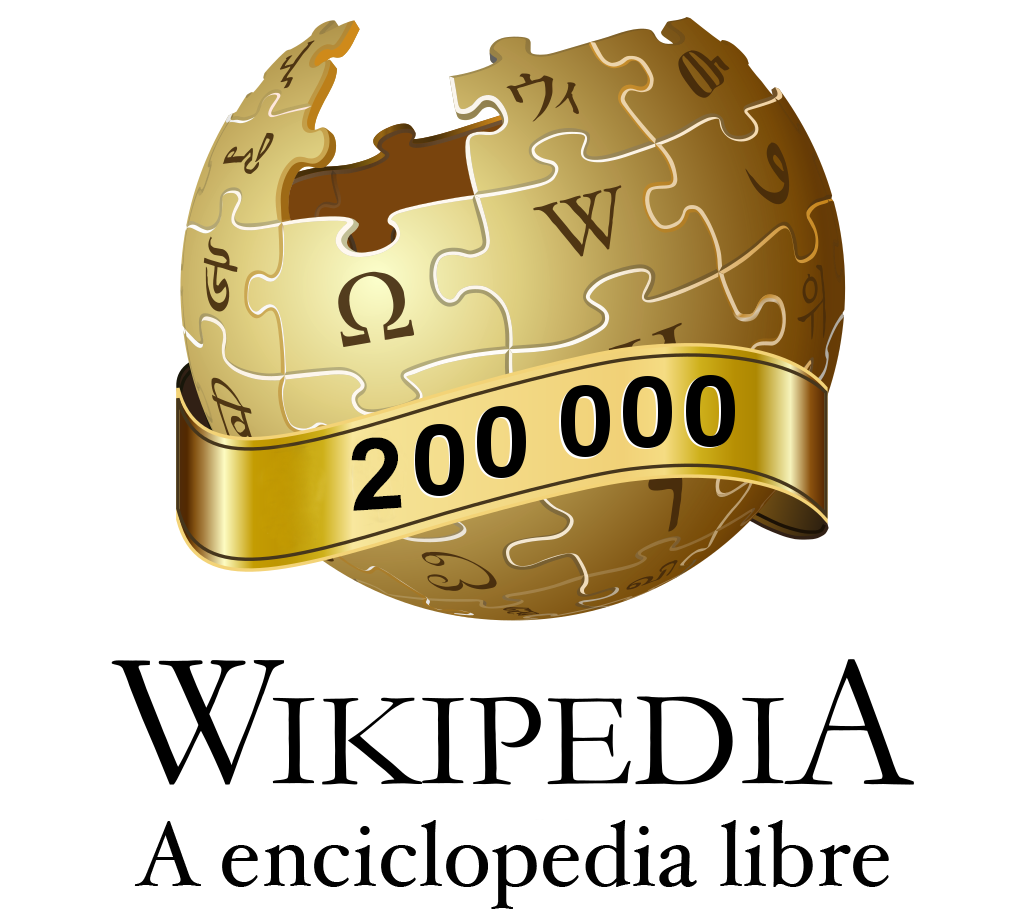
Au passage des 200 000 articles en 2023.